# 斯洛卡
斯洛卡是拉脱维亚尤尔马拉市的一个住宅区和街区。斯洛卡从1878年至1959年作为一个独立的城市而存在，直到1959年和基耶梅里合并建立新的尤尔马拉市。

## 历史
斯洛卡于1255年首次被历史文献所记载，当时称为斯洛克和施洛肯。在利沃尼亚骑士团的统治下，它发展成为斯洛采内河畔的一个渔村。在17世纪，库尔兰公爵在斯洛卡建立了石灰窑、铜炉和铸造厂等基础设施。而在1567年，作为库尔兰历史上第一座路德教派的教堂于斯洛卡建成。斯洛卡火车站建于1877年。根据当时的俄罗斯法律，斯洛卡于1878年获得城镇地位。它作为一个独立的城镇存在，直到1959年与基耶梅里和尤尔马拉的里加区合并形成尤尔马拉市。

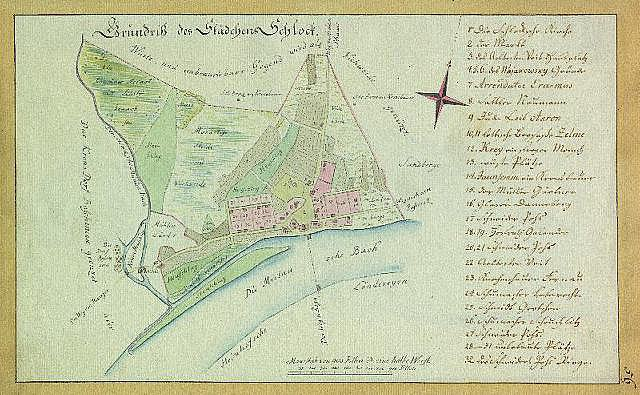
约翰·克里斯托弗·布洛策绘制的18世纪后期的斯洛卡地图